# Pontyclun

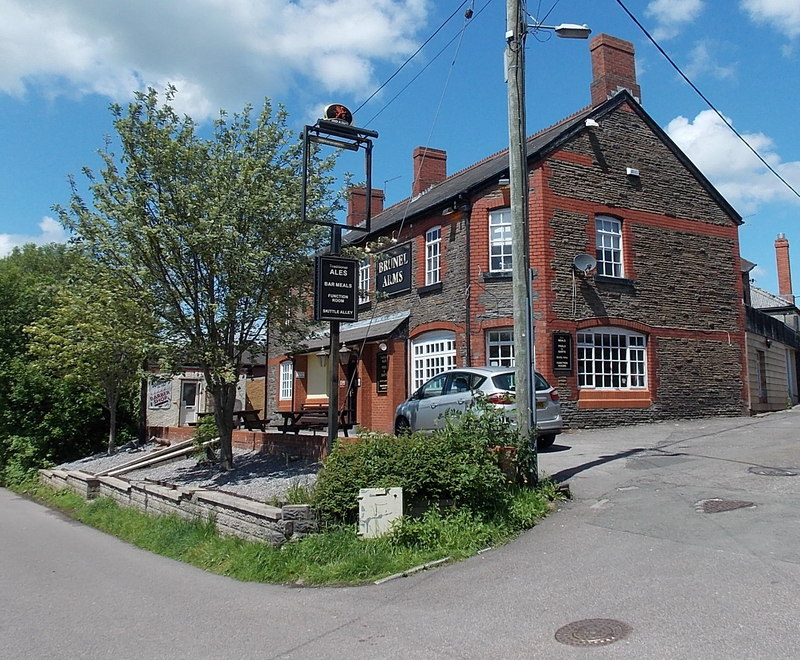
Un pub a Pontyclun

Pontyclun o Pont-y-clun è un villaggio con status di comunità (community) del Galles sud-orientale, facente parte del distretto di contea di Rhondda Cynon Taf (contea tradizionale: Mid Glamorgan). Conta una popolazione di circa 8.000 abitanti.

## Geografia fisica
Pontyclun si trova tra le località di Caerphilly e Cardiff (rispettivamente a sud-ovest della prima e a nord-ovest della seconda) e tra Pencoed e Tongwynlais (rispettivamente ad est della prima e ad ovest della seconda), a pochi chilometri a sud di Llantrisant.

## Monumenti e luoghi d'interesse
Tra i principali monumenti di Pontyclun, figura il memoriale di guerra, che commemora i 45 abitanti del luogo morti o dispersi nel corso della prima guerra mondiale e i 15 abitanti del luogo morti o dispersi nel corso della seconda guerra mondiale.

## Società

### Evoluzione demografica
Al censimento del marzo 2011, Pontyclun contava una popolazione pari a 8.086 abitanti, di cui 4,180 erano donne e 3.906 erano uomini.

## Sport
- La squadra di rugby locale è il Pontyclun RFC[4]